# Cantone di Bayeux
Il Cantone di Bayeux è una divisione amministrativa dell'arrondissement di Bayeux.
A seguito della riforma approvata con decreto del 17 febbraio 2014, che ha avuto attuazione dopo le elezioni dipartimentali del 2015, è passato da 16 a 34 comuni.

## Composizione
I 16 comuni facenti parte prima della riforma del 2014 erano:
- Agy
- Arganchy
- Barbeville
- Bayeux
- Cottun
- Cussy
- Guéron
- Monceaux-en-Bessin
- Nonant
- Ranchy
- Saint-Loup-Hors
- Saint-Martin-des-Entrées
- Saint-Vigor-le-Grand
- Subles
- Sully
- Vaucelles

Dal 2015 i comuni appartenenti al cantone sono i seguenti 34:
- Agy
- Arganchy
- Barbeville
- Bayeux
- Campigny
- Chouain
- Commes
- Condé-sur-Seulles
- Cottun
- Cussy
- Ellon
- Esquay-sur-Seulles
- Guéron
- Juaye-Mondaye
- Longues-sur-Mer
- Magny-en-Bessin
- Le Manoir
- Manvieux
- Monceaux-en-Bessin
- Nonant
- Port-en-Bessin-Huppain
- Ranchy
- Ryes
- Saint-Loup-Hors
- Saint-Martin-des-Entrées
- Saint-Vigor-le-Grand
- Sommervieu
- Subles
- Sully
- Tracy-sur-Mer
- Vaucelles
- Vaux-sur-Aure
- Vaux-sur-Seulles
- Vienne-en-Bessin